# Horodca, Hîncești
Horodca este un sat din cadrul comunei Drăgușenii Noi, din Raionul Hîncești, Republica Moldova.

## Demografie

### Structura etnică
Structura etnică a localității conform recensământului populației din 2004:
| Grup etnic                                               | Populație | % Procentaj  |
| -------------------------------------------------------- | --------- | ------------ |
| Băștinași declarați Moldoveni Băștinași declarați Români | 345 1     | 99,71% 0,29% |
| Total                                                    | 346       |              |

## Galerie de imagini
Peisaj adiacent

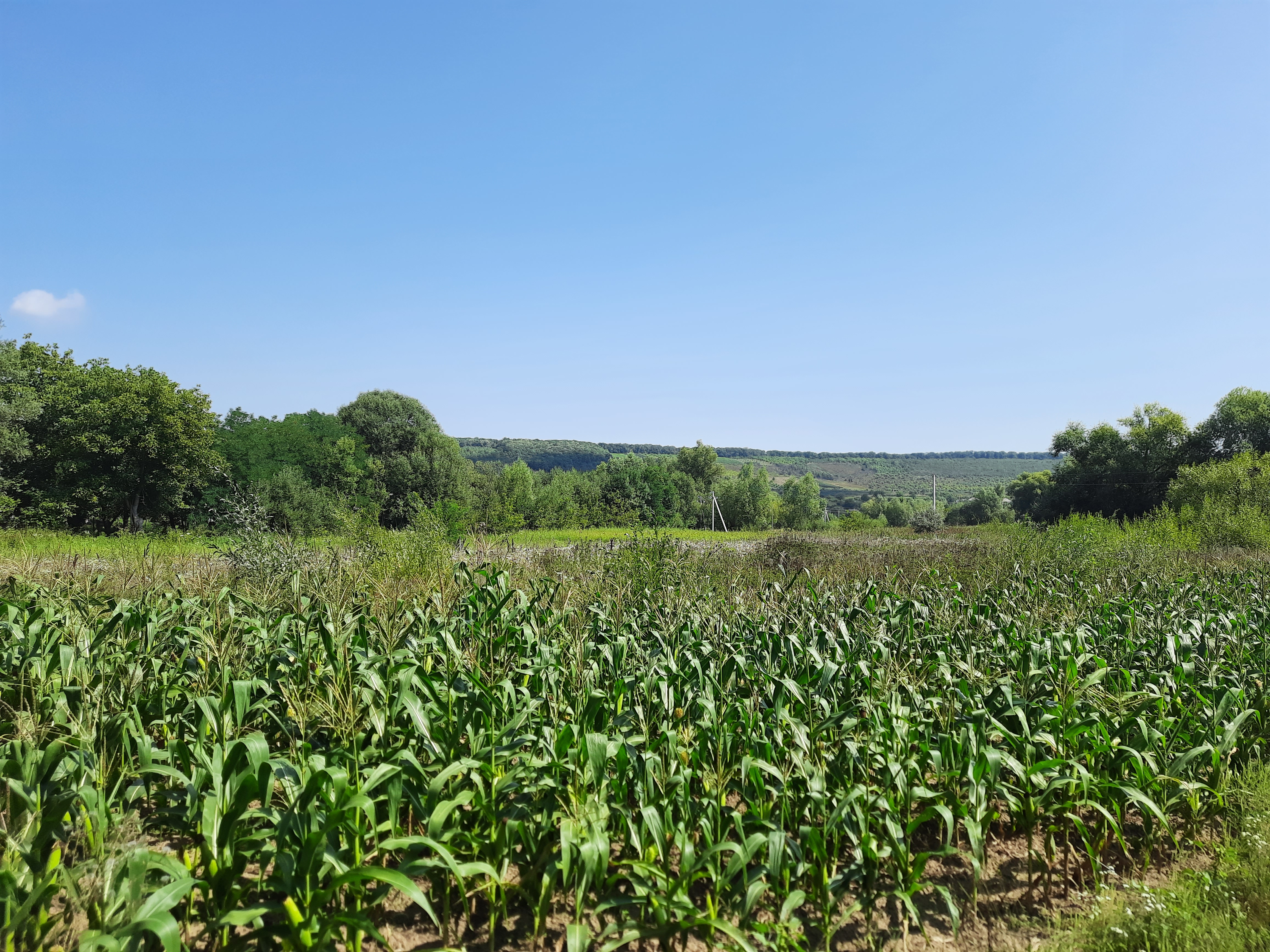
Terenuri agricole pe moșia satului.
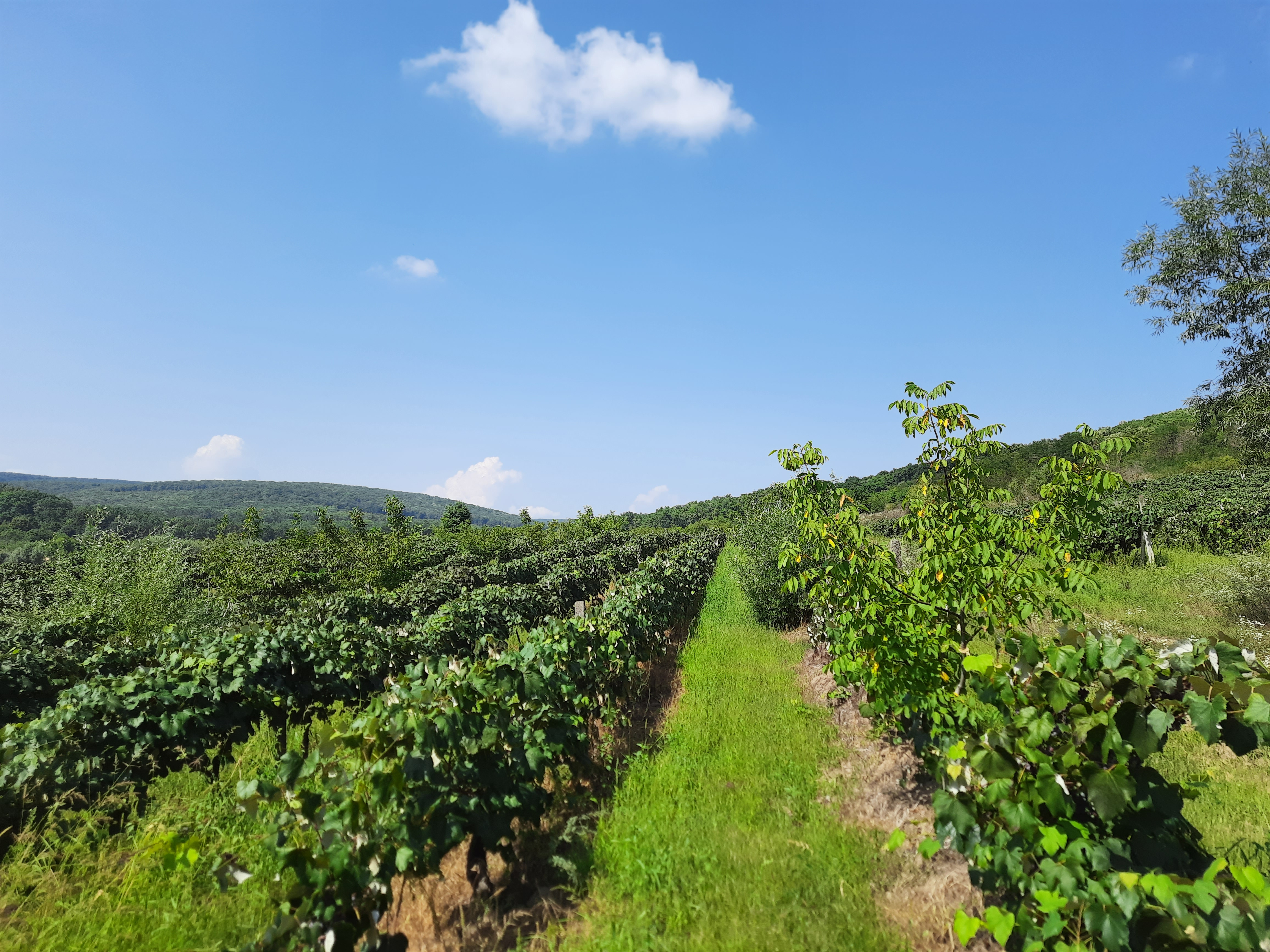
Vii
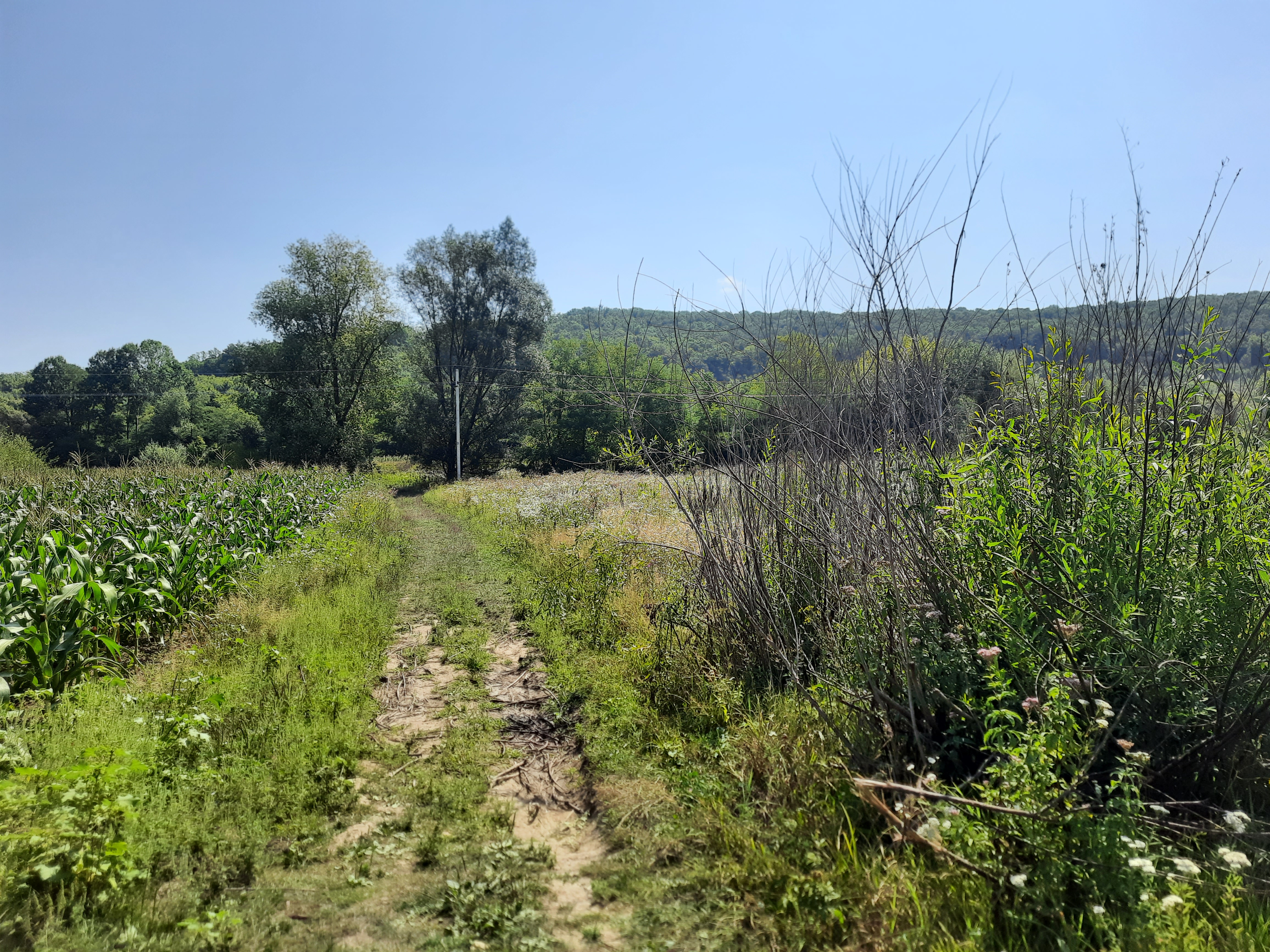
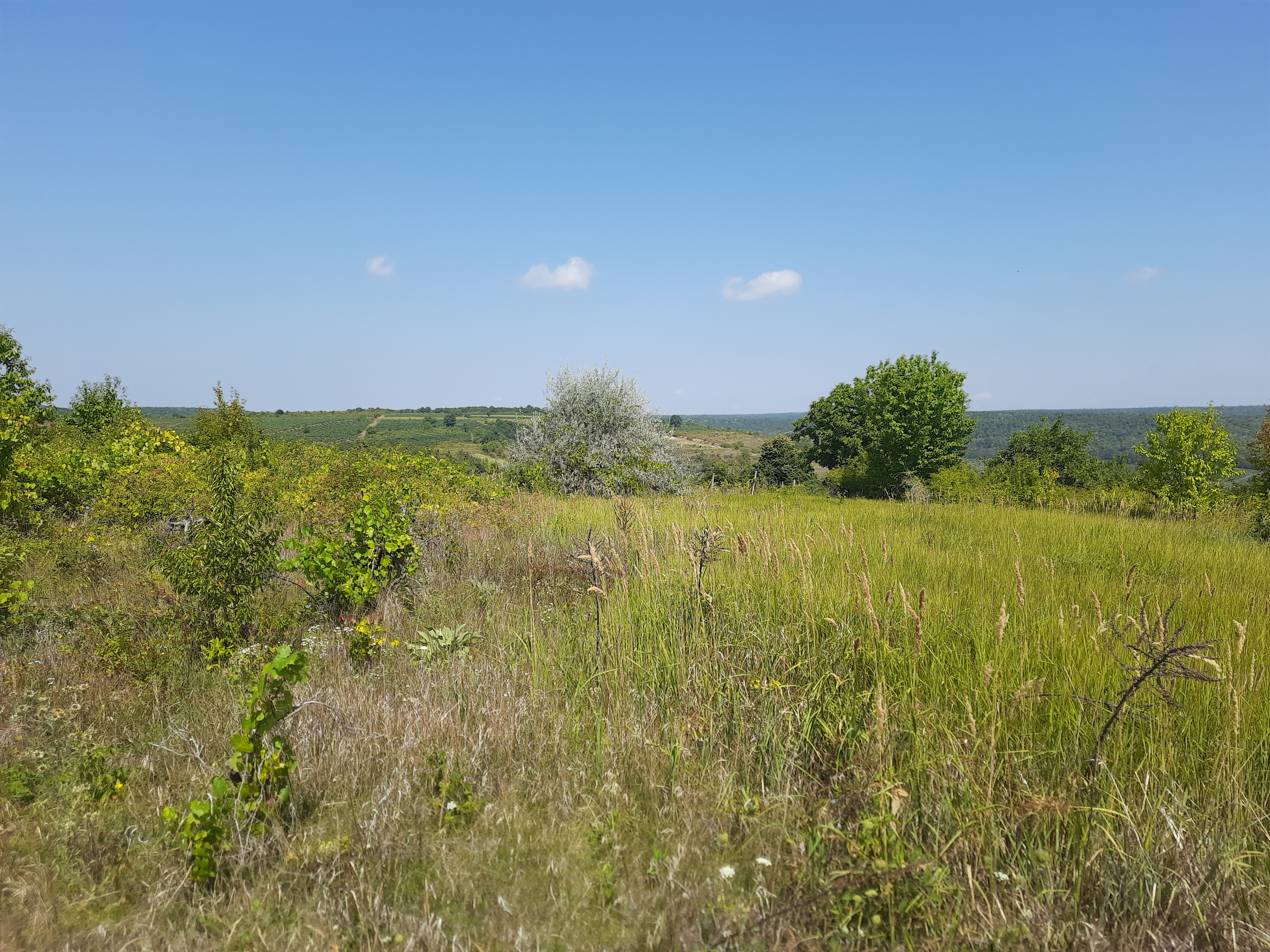
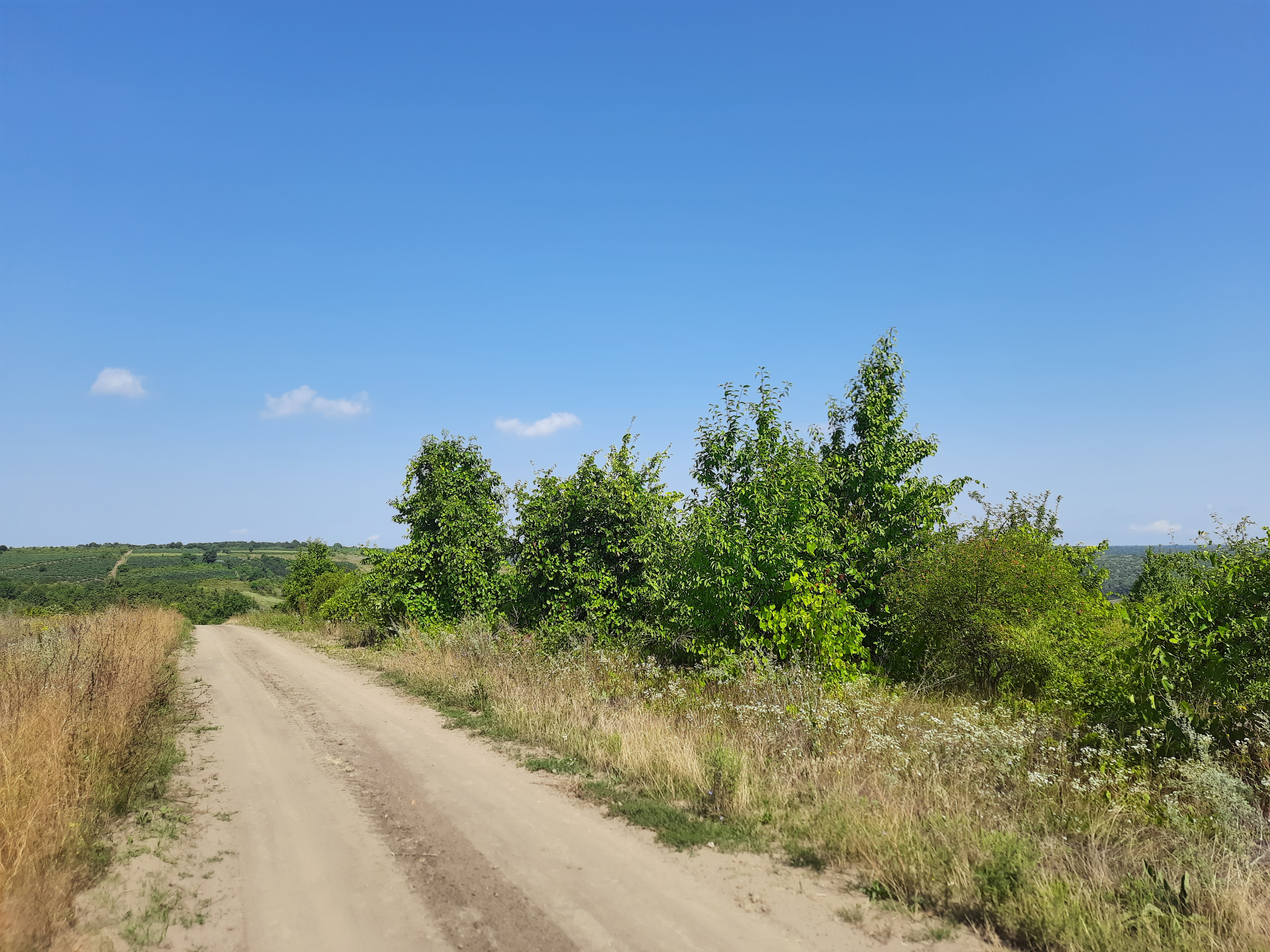
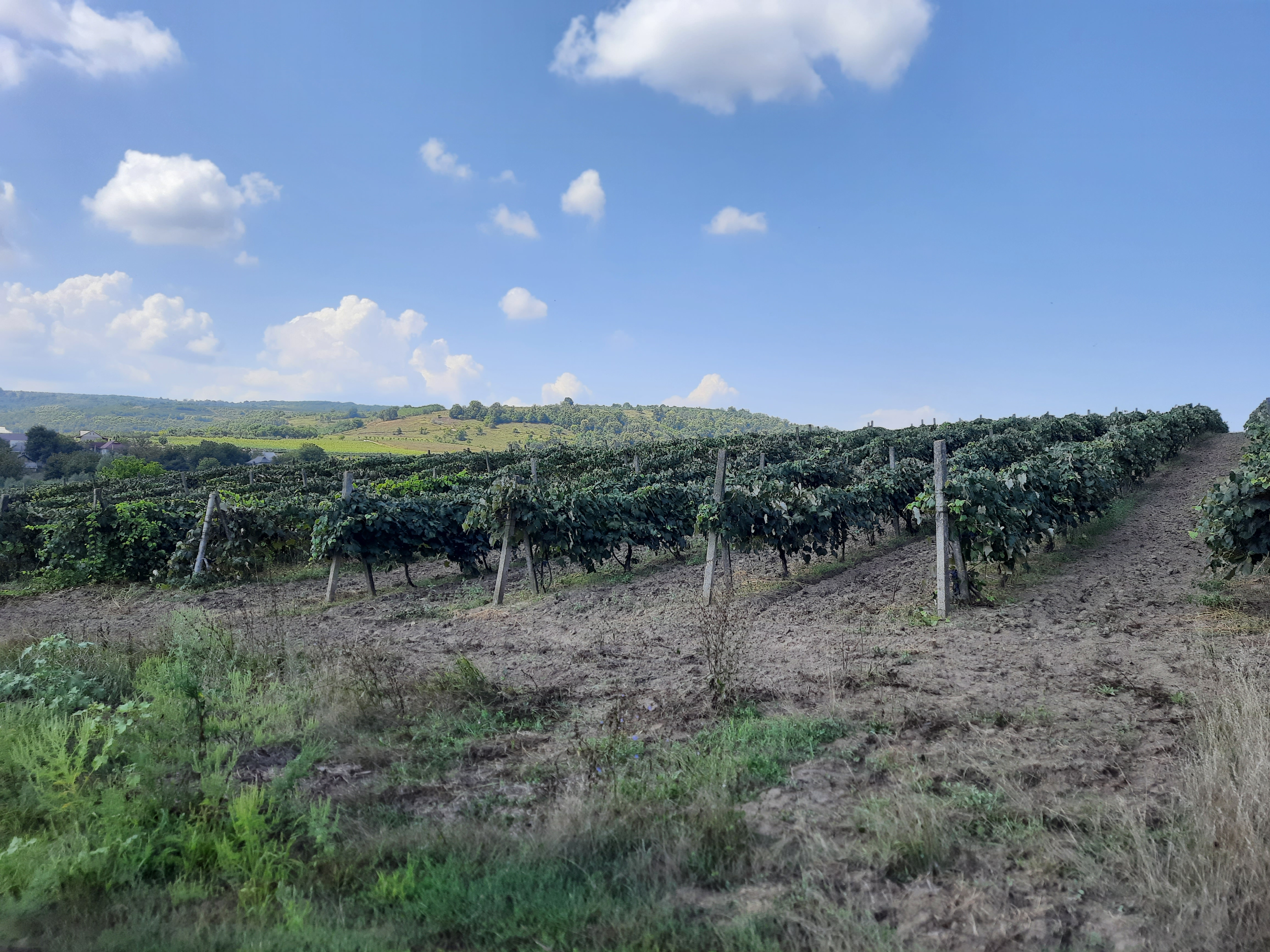